# Ерыклинск
Ерыклинск — село в Николочеремшанском сельском поселении Мелекесского района Ульяновской области России.

## География
Село находится на берегу залива Куйбышевского водохранилища, образованного долиной реки Большой Черемшан, в месте впадения в водохранилище реки Ерыклы (Сухой Ерыклы).

## Название
Название села происходит от реки Ерыклы.
1. Название связано со словом ерик (тат.) — дельтовый (глухой) проток, старица, мёртвое русло, заливаемое вешними водами; рукав реки, ручей, овраг, временно заливаемое вешними водами русло, просто река;
2. Название соотносятся с этническими именами древних племён кыпчаков и огузов, которые в разные периоды, с I по XV в. н. э., овладевали пространствами Средне-Нижнего Поволжья. То есть Ерыкла от этнонима эрык (в тюркских диалектах, говорах также арык, арик)
3. Ерыкла от чуваш. слова Й. р. х в переводе на русский — божество. Возможно на её берегах чуваши — язычники совершали свои обряды.
4. Возможно хитрые загагулины реки Ерыклы напоминают старые названия таких же кривулистых букв русского алфавита. Ведь "Ы", "Ь", "Ъ" раньше назывались — "еры", "ерь", "ер".

## История

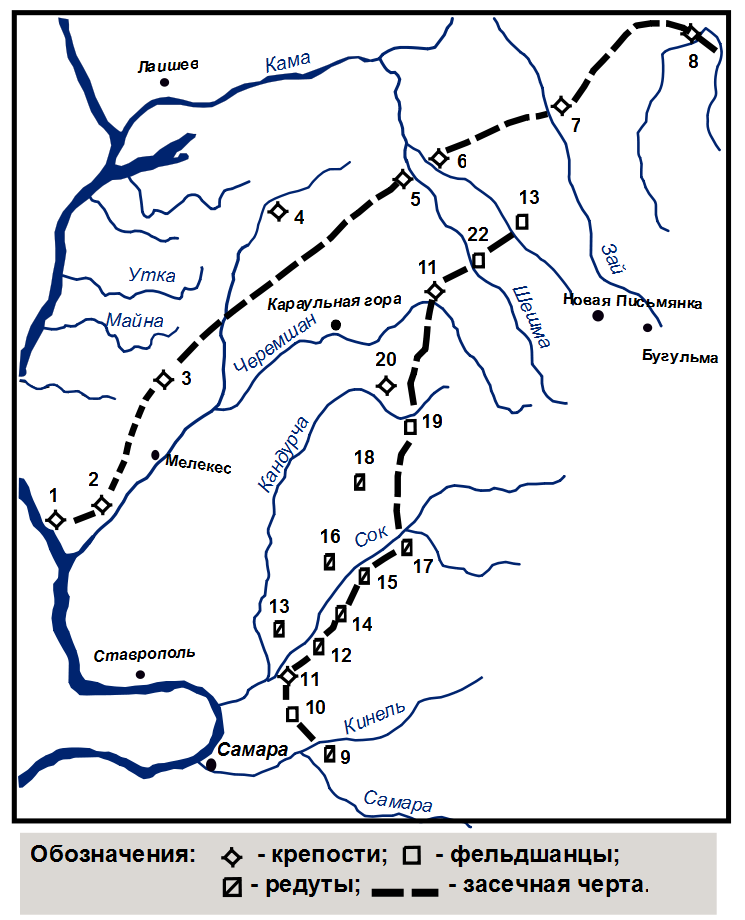
Укрепления Закамской засечной линии: 1 - Белый Яр; 2 - Ерыклинск;

Острог Ерыклинск (Ярыклинск) был основан в 1652 году на Закамской засечной линии и играл большое значение в обороне государства в XVII веке. Летом 1652 года по указу государя отправлен был из Казани дворянин вместе с подъячим в село Чалны с деревнями с повелением — «села Чалнов служилых людей стрельцов и пашенных крестьян и бобылей всех до одного человека перевесть на Закамскую черту и устроить их на Закамской черте в жилых городах и острогах где пригоже». Для заселения Ерыклинскаго острога переведены в 1653 году из села Чалнов сто пятьдесят человек пашенных крестьян и устроены в казачью службу" на их счет были приобретены некоторые книги церковные и образ. По описи 1702 года острог был: «Огорожен с 3 сторон забором в столбы, а с 4-й стороны острогом. По мере ево в длину 51, поперек 42 сажени, а кругом 210. В нем 5* башен в том числе 2 башни проезжие. Вкруг жилья двойные надолбы. В том пригороде военного оружья: 2 пушки медные 1 пушка чюдинная 2 пищали затинная 7 пуд 3 фунтов пороху…». Укрепление было упразднено в 1781 году.                                                                                                                                                                                                                              
С 18 декабря 1708 года, согласно Указу Пётра I, пригород Ярыклинск вошёл в состав Синбирского уезда Казанской губернии.
Во время Крестьянской войны (1773—1775) восставшие заняли Ерыклинск . 
С 1780 года пригород Ерыклинск, при речке Ерыкле, жители в нем поселенные отставные из гвардии и из полевых полков, в составе Ставропольского уезда Симбирского наместничества.
В 1794 году на средства прихожан была построена Спасо-Преображенская церковь, двухпрестольная, во имя Казанской Божией Матери, здание деревянное на каменном фундаменте, с каменной колокольней, в 1851 году перестроена. В 1902 году спроектирован и в 1906 году построен новый каменный храм. В 1910 году спроектирован старо-обрядческий молитвенный дом. В 1915 году в селе построен новый каменный храм.
С 1796 года в составе Симбирской губернии.
С 1851 года в составе Ставропольского уезда Самарской губернии.
В 1859 году в пригороде Ерыклинск было 357 дворов, была одна православная церковь, училище и одна ярмарка.
В 1861 году пригород Ерыклинск стал волостным центром, куда входили: Наяновка и Сосновка. Усадьбы: Усадьба П. С. Марковой, её же при сц. Наяновке, Водяная мельница Удельного Ведомства, Водяная мельница Ерыклинского Общества.
Согласно энциклопедическому словарю Брокгауза и Ефрона в конце XIX века пригород Ерыклинск относился к Ставропольскому уезду Самарской губернии. В нём проживало свыше 3600 жителей, имелась церковь, училище, поташный завод и до 30 торговых лавок, еженедельно проводились базары, один раз в год — ярмарка.
Советская власть пришла в село в феврале 1918 года с боем. Летом 1918 года пришли белочехи. В августе 1918 года село освободил Курский полк Красной Армии.
С 1919 года в составе Мелекесского уезда, был создан Ерыклинский с/с, куда вошли: Наяновка и Сосновка.
В 1926 году в селе были организованы кооперативные товарищества по обработке земли.
С 1928 по 1956 год в составе Николо-Черемшанского района.
В 1929 году был организован колхоз «Заветы Ильича».
В 1931 году в колхозе насчитывалось 917 человек: мужчин 415, женщин 435, подростков 67.
С 1943 года в Ульяновской области.
В 1950 году колхоз был укрупнён из 5 сёл, а само село было перенесено на новую площадку. 
С 1956 года — в Мелекесском районе.
В 1966 году построен новый телятник, электростанция, гараж, четырехрядный механизированный коровник.
В 1967 году был проведен водопровод, открыт Дом культуры на 250 мест, построенный на средства колхоза. В колхозе работала 8-летняя школа, сельская библиотека, во всех домах было радио, электричество. В 70 домах были телевизоры, в пяти – мотоциклы.
В 1968 году в колхозе было 430 дворов, с населением 1400 человек. Работали 2 комплексные бригады. В колхозе выращивали крупнорогатый скот, свиней, овец, лошадей, птицу, разводили пчёл.
В 1975 году был воздвигнут обелиск Славы.
С 2005 года — в Николочеремшанском сельском поселении.
С 1 по 15 июля 2016 года в селе работала диалектологическая экспедиция из Санкт-Петербурга, которая собирала материал для Словаря русских народных говоров.

## Население
| Год  | Численность | Численность |
| ---- | ----------- | ----------- |
| 1859 | 2382        | [ 14 ]      |
| 1889 | 3379        | [ 15 ]      |
| 1897 | 3668        | [ 16 ]      |
| 1910 | 4722        | [ 17 ]      |
| 2010 | 629         | [ 1 ]       |

## Достопримечательности
ПАМЯТНИКИ ИСТОРИИ:
- Закамский острог (остатки земляных укреплений) XVII в.

ПАМЯТНИКИ АРХИТЕКТУРЫ:
- Дом крестьянский с лавкой 1900 г.
- Дом крестьянина (стр.) 1912 г.
- Дом крестьянина Картушина нач. XX в.
- Дом крестьянина Салтыкова (стр. Салтыков) 1886 г.
- Дом крестьянский с лавкой кон. XIX в.
- Дом крестьянский 1914 г.

ПАМЯТНИКИ АРХЕОЛОГИИ:
- Курган «Ерыклинск» 2-я пол. II тыс. до н. э.(?)[18]
- Родник, святой источник Казанской иконы Божией Матери[19].